# Ядерний тероризм
Ядерний тероризм — вид тероризму, у якому використовується ядерна зброя або радіоактивні матеріали, погрози застосування ядерної зброї та радіоактивних матеріалів, погрози зруйнувати ядерні об'єкти. У зв'язку з високою небезпекою, яка походить від радіоактивних матеріалів і потенційно великих людських втрат, які може завдати подібна атака, ядерному тероризму приділяється особлива увага. Станом на 2022 рік цей вид тероризму не мав наслідків, проте, активно застосовується у війні Росії проти України — постійна риторика завдати ядерного удару по містах України та ситуація на ЗАЕС.
Ядерний тероризм — різновид терористичних дій з використанням ядерних чи інших радіоактивних матеріалів, або які пов'язані з захопленням чи ушкодженням ядерних об'єктів таким чином,  що відбувається вивільнення або створюється загроза вивільнення радіоактивного матеріалу, спрямовані на створення обстановки  терору  серед населення, мають ознаки ядерного шантажу чи можуть реально завдавати  шкоди життю і здоров'ю людей чи тягти за собою інші серйозні наслідки, створювати загрозу міжнародному миру та безпеці.

## Питання відповідальності за ядерний тероризм
Відповідно до Міжнародної конвенції про боротьбу з актами ядерного тероризму, пропонується доповнити КК України ст. 258-1 «Ядерний тероризм», та викласти її в такій редакції: «Ядерний тероризм — дії, пов'язані з захопленням чи ушкодженням ядерних об'єктів або з використанням ядерних чи інших радіоактивних матеріалів, таким чином, що створюється загроза ядерної катастрофи, що може тягти за собою заподіяння значної шкоди здоров'ю населення, або які мають характер шантажу чи залякування населення ядерною катастрофою — караються довічним позбавленням волі». Ядерний тероризм може  створювати загрозу міжнародному миру та безпеці. Відтак на міжнародному рівні, окрім контролю за дотриманням безпеки АЕС, що  покладається на підрозділи Міжнародного агентства з ядерної енергії (МАГАТЕ), які діють відповідно до Статуту Міжнародної агенції з атомної енергії, ухваленого 26 жовтня 1956 року, можливо є доцільним створення додаткових сил швидкого реагування на загрози ядерного тероризму як на рівні ООН, так і в структурі НАТО, Інтерполу та Європолу.

## Нормативні акти та інші джерела
- Міжнародна конвенція про боротьбу з актами ядерного тероризму. Прийнята 13 квітня 2005 року Резолюцією 59/290 Генеральної Асамблеї ООН. Конвенцію ратифіковано Законом України № 3533-IV (3533-15) від 15.03.2006. Відомості Верховної Ради України. 2006.  № 33. С. 1227. Ст. 286.
- Закон України «Про боротьбу з тероризмом» (із змінами) . https://web.archive.org/web/20160309080014/http://zakon5.rada.gov.ua/laws/show/638-15
- Міжнародний тероризм // Юридична енциклопедія: [у 6 т.] / ред. кол.: Ю. С. Шемшученко (відп. ред.) [та ін.]. К. : Українська енциклопедія ім. М. П. Бажана, 2001. Т. 3 : К — М. 792 с. ISBN 966-7492-03-6.
- Тероризм // Юридична енциклопедія: [у 6 т.] / ред. кол.: Ю. С. Шемшученко (відп. ред.) [та ін.]. — К. : Українська енциклопедія ім. М. П. Бажана. 2004. Т. 6 : Т — Я. 768 с. ISBN 966-7492-06-0.
- Українська правнича енциклопедія / За заг. ред. В. М. Тертишника, Л. Р. Наливайко, А. Є. Фоменко, В. В. Ченцова. Київ: Алерта, 2023. 768 с.
- Когут Ю. І. Ядерна енергетика та управління безпекою. Київ: Консалтингова компанія «СІДКОН»; ВД «ДАКОР» 2024. 348 с.
- Палагнюк Ю. Антитерористична діяльність // Політична енциклопедія / редкол.: Ю. Левенець (голова), Ю. Шаповал (заст. голови). — К. : Парламентське видавництво, 2011. — С. 32-33. — ISBN 978-966-611-818-2.
- Тилик Олександра Протидія ядерному тероризму в системі захисту прав і свобод людини. Захист прав людини на універсальному та регіональному рівнях: матеріали Всеукраїнської науково-практичної конференції (м. Дніпро, 08 грудня 2023 р.); укладач: канд. юрид. наук, доц. Л. А. Філяніна Дніпро: Університет митної справи та фінансів; 2023.  С. 481—483.